# Ivo Michiels
Henri Ceuppens (Mortsel, 8 de janeiro de 1923 – Le Barroux, 7 de outubro de 2012), ou o pseudônimo Ivo Michiels, foi um escritor belga.

## Início de vida
Nasceu em Mortsel. Durante a Segunda Guerra Mundial, foi contratado como enfermeiro em um hospital de Lübeck, na Alemanha. Trabalhou como assistente de laboratório por um tempo, e de 1948 até 1957, como jornalista no Het Handelsblad. Entre 1957 e 1978 trabalhou na editora Ontwikkeling (E: Desenvolvimento). Entre 1959 e 1983, foi editor e secretário editorial da Nieuw Vlaams Tijdschrift, entre 1966 e 1978, também lecionou na Hoger Rijksinstituut voor Toneel- en Cultuurspreiding, em Brussels. Foi diretor de muitos filmes, entre eles, Gaivotas Morrem no Porto, junto com Rik Kuypers e Roland Verhavert, em 1955. Em 1958, ganhou o prêmio Ark Prize of the Free Word.

## Morte
Morreu na cidade de Le Barroux, em 7 de outubro de 2012.